# Механизация на крилото
Механизацията на самолетното крило е съвкупност от устройства, които имат предназначението да променят характера на аеродинамичните сили и моменти, като се осъществяват различни режими на полет на летателните апарати. Това се реализира с редица технически решения от конструктивен и аеродинамичен характер. Посредством допълнителните подвижни средства към самолетното крило се подобрява управляемостта на летателния апарат, неговата маневреност и висока устойчивост особено при режимите излитане и кацане при неманеврените самолети.
Механизацията на крилото в съвременните бойни самолети е съчетание от ефективни форми на въздействие върху обтичането, което позволява многократно да се променят аеродинамичните характеристики. С това се реализира много широк диапазон на промяна на аеродинамиката на летателния апарат, с което се променят значително скоростните характеристики, но при условията на надеждно управление и устойчивост на полета във всички режими на експлоатация.

## Физическо обяснение
Използването на устройствата за механизация се базира на теоретичните постановки за създаването на подемната сила, защото тя е основната предпоставка за реализиране на един полет. Уравнението за подемната сила изразява важни зависимости между основните фактори, които я създават, както от конструкцията на летателния апарат, така и от въздушната среда и условията, при които се провежда полета: 
{\displaystyle Y={\tfrac {1}{2}}\rho V^{2}SC_{Y}},
където:
- Y е размера на подемната сила измерена в kg;
- {\displaystyle \rho } е плътността на въздуха, в kg/m3, {\displaystyle \rho }=1.225 kg/m3 при 15 0C;
- V е скоростта на летателния апарат по отношение на въздушната среда;
- S е повърхността на крилото, измерена в m2;
- {\displaystyle C_{Y}} коефициент на подемната сила, който се определя от ъгъла на атака на крилото, както и зависи от числото на Мах (Ma), и Числото на Рейнолдс (Re).

Вижда се, че увеличаването на площта на крилото (S) и коефициента на подемната сила ({\displaystyle C_{Y}}), позволяват създаването на подемна сила при по-ниска скорост (V). Със задействането на подвижните устройства от механизацията на крилото се използват точно тези зависимости – като увеличават общата повърхност на крилото и променят неговия аеродинамичен профил, се получава по-висока стойност на подемната сила при по-ниска въздушна скорост. Със задействането на елементи от механизацията на крилото се увеличава челното съпротивление на летателния апарат и се намалява скоростта му. Това е нежелан ефект при нормален полет, когато зависимостта между скорост и челно съпротивление е компромис, който авиоконструкторите се стремят да доведат до минимум. При приземяване увеличаването на челното съпротивление от устройствата за механизация води до желано намаляване скоростта на апарата, като в същото време е възможно да се лети устойчиво с ъгъл на атака близък до критичния. Така се създава необходимата подемна сила за поддържане на самолета във въздуха с възможност за плавно изпълнение на отделните фази на полета при приземяване. Обобщено, по време на полет управлението на подемната сила и съпротивлението на крилото се осъществява от системата от устройства с общото название механизация на крилото.
Със различна степен на задействане, механизацията на крилото се използва и за намаляване на разбега при излитане, чрез възможността за създаване на подемна сила при по-ниска скорост, както и за намаляване на пробега при кацане чрез действието на системата като въздушни спирачки чрез промяната на аеродинамичната форма.

## Аеродинамични крилца
Аеродинамичните крилца са неуправляеми неподвижно поставени плоскости под ъгъл в края на крилата. Популярното наименование на крилцата в Англия, САЩ и Русия са съответно на английски: Winglet и на руски: Законцовка или Винглет. Крилцата са предназначени да подобряват ефективността на неподвижните крила на въздухоплавателните средства. Предназначението им е да ограничават вихрите на въздушния поток в края на крилото, особено на самолетите със стреловидно крило, като с това се намалява съпротивлението при полет. Тези специални технически решения са с различна форма и едните в българската литература се наричат шайби или крайни шайби. Другото решение е в края на крилото да се поставят крилца под ъгъл спрямо крилото и с еднакъв аеродинамичен профил. Освен с функциите на шайбите, свързани с обтичането на крилото, последните създават и подемна сила, и са наричани аеродинамични крилца или крайни крилца. Вграждането в конструкцията на крилото на аеродинамични крилца повишава аеродинамичните характеристики, като се увеличава подемната сила на крилото без съществено да се увеличава неговата разпереност и тегло. С това техническо решение се подобрява и безопасността на полетите, чрез създаване на ламинарен въздушен поток на обтичане на горната повърхност на крилото и близо до неговия край и се създават условия за устойчив полет при различни режими.

## Увеличаване на коефициента на подемна сила
Използват се:
- клапи, които в зависимост от конструктивните решения са прости, предвижни и сложни.
- задкрилки – които в зависимост от конструкцията са прости, предвижни и многозвенни. Използват се струйни и реактивни задкрилки.

## Увеличаване на критичния ъгъл на атака
Стойността на критичния ъгъл на атака се увеличава чрез промяна на профила на крилото чрез:
- Предкрилки. Това са повърхности, разположени в предния атакуващ ръб на крилото. Това са подвижни повърхности напред и надолу от атакуващия ръб, които променят профила на крилото, като го правят значително по-изпъкнал (по-дебел). При отклонението се образува процеп, от което се получава сложно преразпределяне на насрещния въздушен поток при обтичане на крилото. При ползването на предкрилките особено важен е ефектът от възможността за увеличаването на допустимия ъгъл на атака. Действието им в резултат от наличния процеп позволява сривът на въздушния поток от горната повърхност на крилото да настъпи при по-голям ъгъл на атака. Увеличаването изпъкналостта на профила позволява увеличаването на подемната сила при по-ниски въздушни скорости.

Обикновено предкрилките се задействат от пилота едновременно със задкрилките. При тежките неманеврени самолети предкрилките може да се задействат и независимо като една стъпкa от включването на другите елементи от механизацията на крилото.
Използват се и по-сложни системи за задвижване на предкрилките. Така наречените адаптивни предкрилки без намесата на пилота се отклоняват автоматически, с което се обезпечават оптимални аеродинамически характеристики на крилото по време на целия полет. Адаптивните предкрилки посредством асинхронно управление позволяват добра управляемост при крен на самолета при високи ъгли на атака.
- Отклоняеми носове. Това са предкрилки, при които преместването напред не образува процеп. Профилът на крилото се променя, и с това се променя неговата аеродинамическа характеристика.
- Крюгер предкрилки (Krueger flaps) са предкрилки, монтирани на атакуващия ръб на крилото близо до фюзелажа на самолета в зоната на центроплана, където крилото има най-дебел профил. Предкрилката е свързана шарнирно към атакуващия ръб на крилото, като основната ѝ част е разположена в долната част на крилния профил. Действието на предкрилката е различно – горният край не се измества, с което горната повърхност не се променя, а долният край се завърта напред. Аеродинамичният ефект на Крюгер при полет се получава от промяната на профила на крилото.

- Предкрилки-конструкция
- Въздушен поток, обтичащ самолетно крило при малък и при голям ъгъл на атака с включени предкрилки
- Предкрилки на лек самолет
- Предкрилки на Boeing C-17 Globemaster III
- Предкрилки тип отклоняеми носове
- Предкрилки на Крюгер – схема
- Предкрилки на Крюгер на В747-200F

## Промяна на аеродинамичното качество
Увеличаването или намаляването на аеродинамичното качество, особено при маневрените самолети и при тежките скоростни самолети на гражданската авиация, се осъществява посредством управлението по директен или косвен начин на граничния въздушен слой. Това се реализира чрез издухване или изсмукване на въздушния слой в областите на надебеляването и откъсването му от повърхността на крилото. Откъсването му се предизвиква с вградени елементи като интерцептори и спойлери. Използваните конструктивни елементи за дебелината на граничния слой и началото на откъсването му се регулира чрез следните управляеми елементи:
- интерцептори
- спойлери
- сплайни
- турболизатори
- срезове

## Разпределението на натоварването
Натоварването на крилото по неговата разпереност може да се променя чрез изменение на стреловидността и адаптивност на формата на профилите и се регулира чрез аеродинамични гребени. Това са геометрични или вихрови прегради, които генерират вихри и които възпрепятстват тангенциалното движение на обтичащите въздушни потоци.